# Galeria da beleza

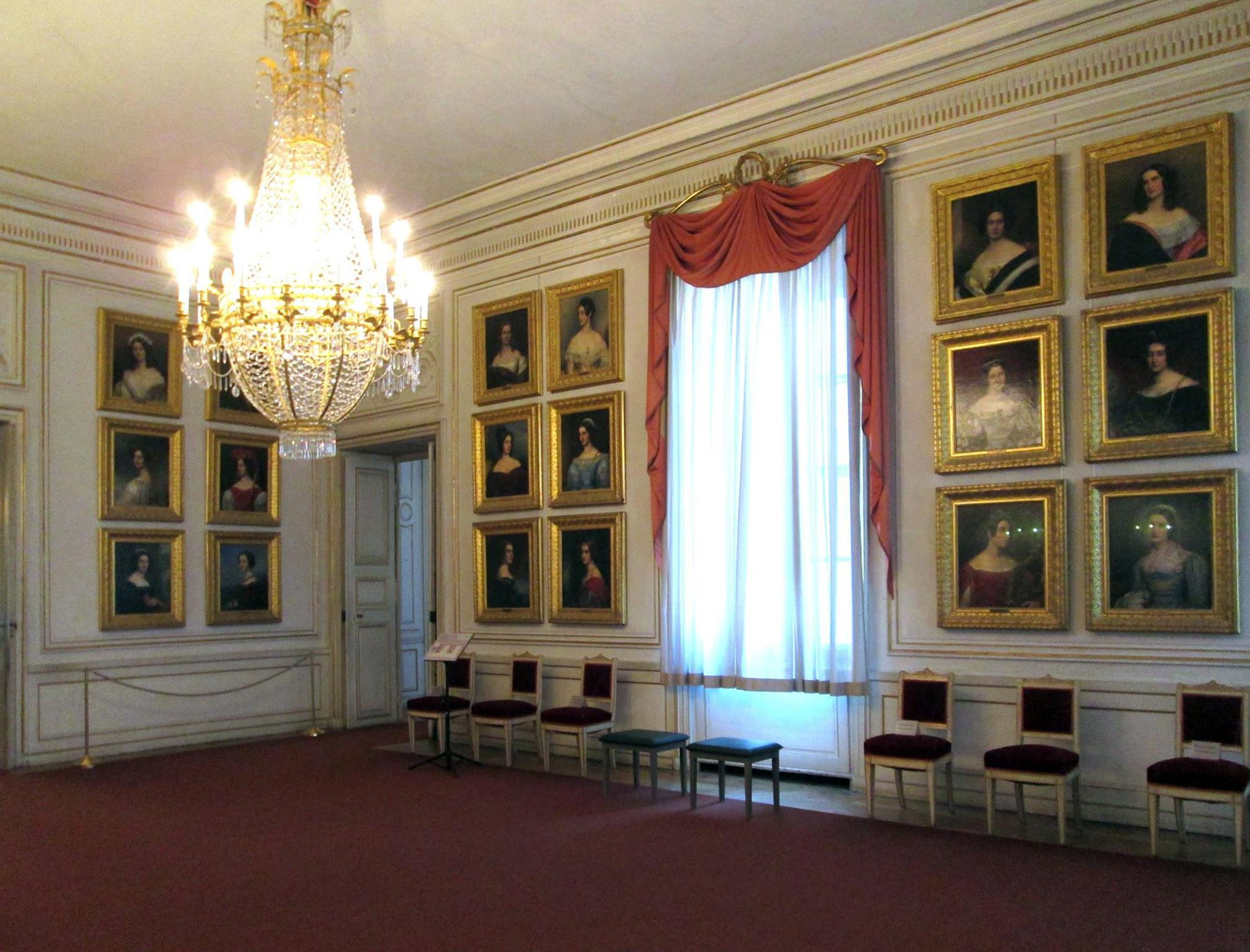
Galeria da beleza

A Galeria de Beleza do rei Luís I da Baviera, no interior do pavilhão sul do Palácio Nymphenburg, contém 38 pinturas de retratos de mulheres de Munique de origem aristocrática e burguesa, quase todas pintadas por Joseph Karl Stieler, que havia sido nomeado pintor da corte em 1820. Para o rei Luís, Stieler criou entre 1827 e 1850 a famosa galeria de beleza no castelo Nymphenburg. Entre as retratadas estavam a dançarina Lola Montez, a amante do rei, Nanette Kaula, a bela judia, Helene Sedlmayr, a atriz Charlotte von Hagn, que era então adorada pelo público em Munique, Berlim e São Petersburgo, e Marianna Marquesa Florenzi, uma confidente do rei.

## Coleções Anteriores
A ideia de coletar pinturas de mulheres bonitas em uma galeria não foi uma invenção de Luís I, mas parece vir da Itália. De acordo com as tradições mais antigas, um dos Marqueses de Mântua teria possuído tal coleção no século XVII. Algo semelhante é relatado pelos tribunais do arquiduque tirolês Ferdinand II (Castelo Ruhelust) e por Lorenzo Colonna (Castelo Carnesino perto de Como).
Peter Lely (1618-1680) pintou uma série de damas da corte sob o título The Windsor Beauties, de Anne Hyde, que primeiro se hospedou no Castelo de Windsor e depois mudou-se para o Hampton Court Palace. Há também as belezas de Hampton Court, que foram criadas por volta de 1690 por Godfrey Kneller.
Uma influência muito maior em Luís I teve a galeria de originalmente 40 obras que fizeram o eleitor bávaro Henriette Adelheid de Savoy no período 1650-1675 por seu pintor da corte de Munique, Corlando. A galeria foi provavelmente primeiro pendurada no antigo castelo Schleißheimer e agora está, pelo menos parcialmente, no vestíbulo do Teatro Cuvilliés, em Munique. Os motivos são alegorias de alegadas damas da corte, Henriette Adelheid.
Não apenas Luís I, mas também seu filho, o Eleitor Maximiliano II Emanuel , inspirou-se nesses trabalhos. Em sua galeria de beleza, as mais belas senhoras da corte francesa dos tempos de Luís XIV pelo pintor da corte Pierre Gobert (ou uma oficina de cópia), mas também belezas da nobreza italiana (Marchesa d'Oliano, Condessa de Rivalta), atribuídas a Corlando. Este último também pode vir da galeria Henriette Adelheids.
Eleitor Augusto II da Saxônia tinha várias galerias com beldades em Schloss Pillnitz : uma com damas da corte de Maria II da Inglaterra, criada por estudantes de Anthonis van Dycks, uma de Pietro Rotari (1707-1762), que ele convidou para Dresden em 1750, e talvez outro com lindas mulheres polonesas.
Em todas as galerias de beleza mencionadas até agora, nenhuma relação entre régua e motivo pode ser vista. Landgrave Wilhelm VIII de Hesse-Kassel tinha 28 beldades idosas pintadas por Johann Heinrich Tischbein o Velho - 14 burgueses para a primeira antecâmara de Schloss Wilhelmsthal, 14 nobres para o segundo, mais perto dele. Esses modelos eram conhecidos por Guilherme VIII, não eram retratos (ou mesmo cópias de obras existentes) de damas desconhecidas de outros tribunais, como era costume nas galerias de beleza anteriores.
Provavelmente, a maior galeria de beleza é de Rotari. A czarina Elisabeth I contratou a pintora de Verona, que tinha sido pintora da corte desde 1756, para criar um armário de modas e graças. Ele deveria pintar mulheres jovens que refletissem a diversidade dos povos da Rússia. No curso desse pedido, Rotaris não apenas criou 360 fotos de mulheres russas de classe média para Elisabeth, mas também mais 50, que ela deu para a Academia Russa de Artes. As fotos de Elisabeth foram destinadas a Schloss Peterhof; Hoje, cerca de 40 das obras estão localizadas no Castelo de Arkhangelskoye, perto de Moscou.

## A Criação

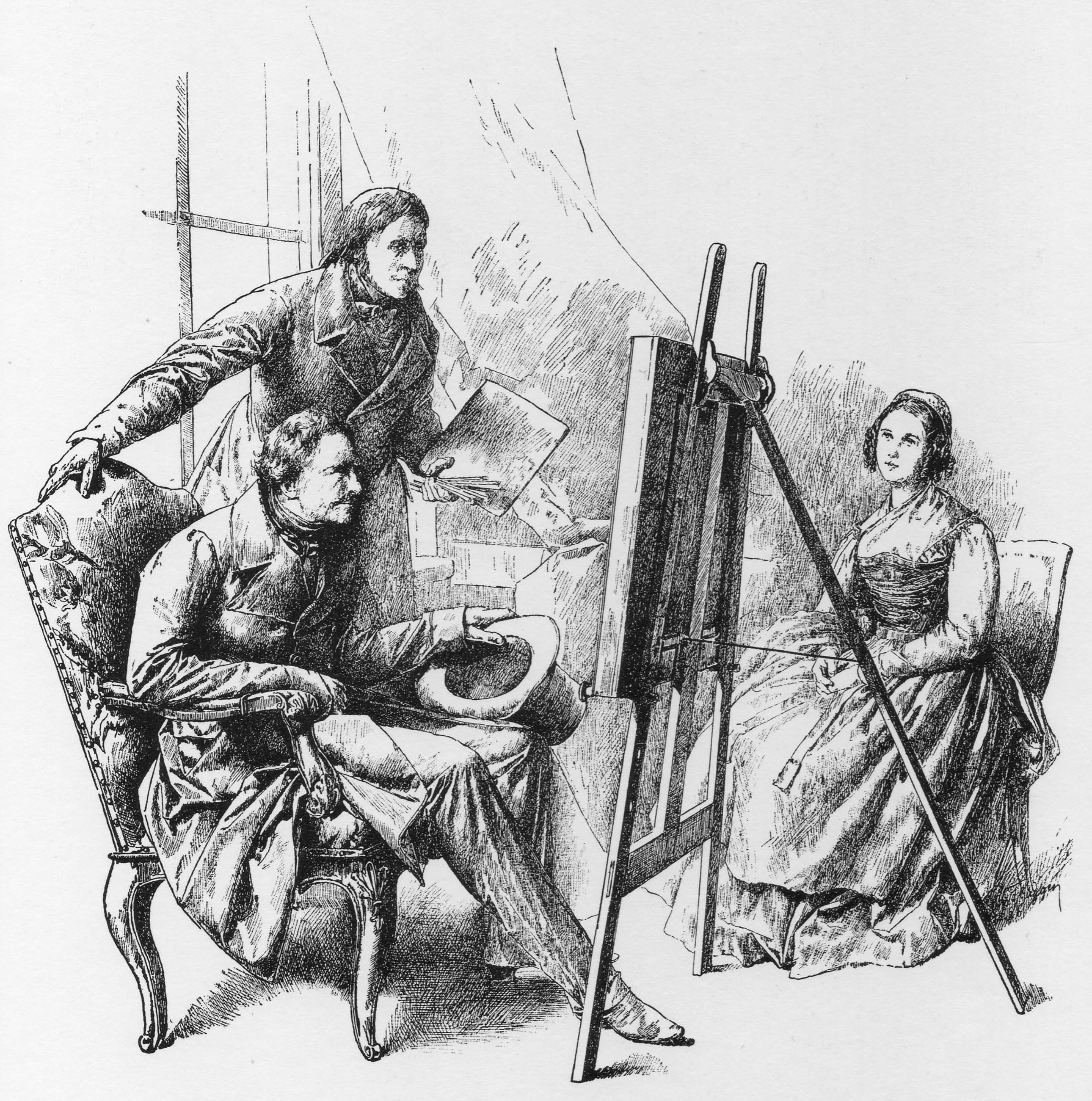
Desenho de José de pleno direito, o Ludwig e Stieler, durante uma reunião com Helene Sedlmayr mostra

Antes da criação da galeria de beleza, houve um pequeno escândalo por volta de 1817 por causa de duas obras de Joseph Karl Stieler. Ele havia pintado um retrato da condessa Rambaldi, amante do rei, por Louis I. Esta imagem comemorativa, alegoricamente retratada pela condessa como uma Madona , a fim de torná-la anônima, pendurado ao lado de um retrato do príncipe herdeiro Luís I. O público, no entanto, reconheceu o motivo e ficou indignado. Então retirou-se novamente o retrato do príncipe herdeiro, que Natanael de Schlichtegroll designou em uma carta a Georg Issel como "obra-prima".
O entusiasmo com essa foto foi provavelmente uma das razões pelas quais Luís I decidiu criar uma galeria anônima, mencionada pela primeira vez em 1821. Neste momento, Stieler, ainda pintor da corte sem salário fixo, ofereceu fotos de Madame Lang e Adelaide Schiasetti para a coleção de lindas cabeças de Luís. No entanto, ambas as obras não chegaram à galeria. O último retrato da cantora de ópera romana adquirido por Luís I em 1823 para a Exposição de Arte de Munique. Segundo a vontade do rei, a galeria deveria ser uma coleção de belezas patrióticas, mas também estrangeiros poderiam encontrar representação aqui; e por sua posteridade deveria ser capaz de reconhecer como o caráter da beleza feminina era expresso na época.
Com o início de sua expansão da Residência de Munique, Luís I já planejava em 1826 as salas nas quais a coleção deveria ser pendurada. O plano para os cômodos previa o mármore vermelho e verde do estuque numa ampla estratificação horizontal para as paredes, a ser completado com uma zona de base de cerca de 80 centímetros. O teto de caixotões e os painéis das portas estavam decorados com ornamentos de gavinhas. Em 1828, em uma carta a Johann Georg von Dillis, ele nomeou as dez primeiras obras a serem exibidas nas duas salas de conversação em construção:
- Marianna Marquesa Florenzi

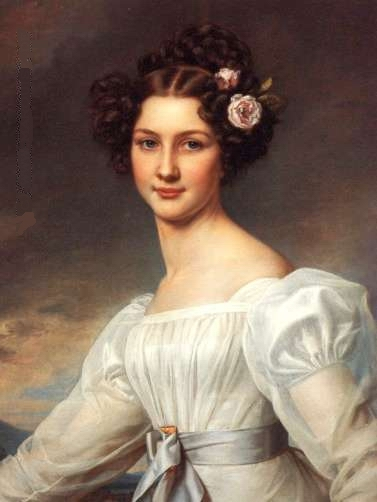
Auguste Strobl, primeira versão, pintado em dezembro de 1826

- Isabel, Condessa de Tauffkirchen-Engelberg
- Charlotte von Hagn
- Auguste Strobl (2)
- Antonietta Cornelia Vetterlein
- Maximiliane Borzaga,
- Nanette Kaula
- Regina Daxenberger
- Anna Hill Mayer

Estes dez quadros também foram apresentados ao público em 1829 como parte de uma exposição de arte em conjunto com o retrato de Stieler Goethe. No entanto, a imagem de Nanette Kaula ainda não estava terminada. Para estes dez retratos foram adicionados mais para que quando se mudassem em 1835 poderiam ser emitidos 17 retratos, os quais foram criados nos últimos aproximadamente oito anos:
- Amalie Freiin von Krüdener
- Lady Jane.
- Amalia de Schintling
- Helene Sedlmayr
- Crescentia, Princesa de Oettingen-Oettingen e Wallerstein
- Irene Marquesa de Pallavicini
- Caroline, Condessa de Holnstein

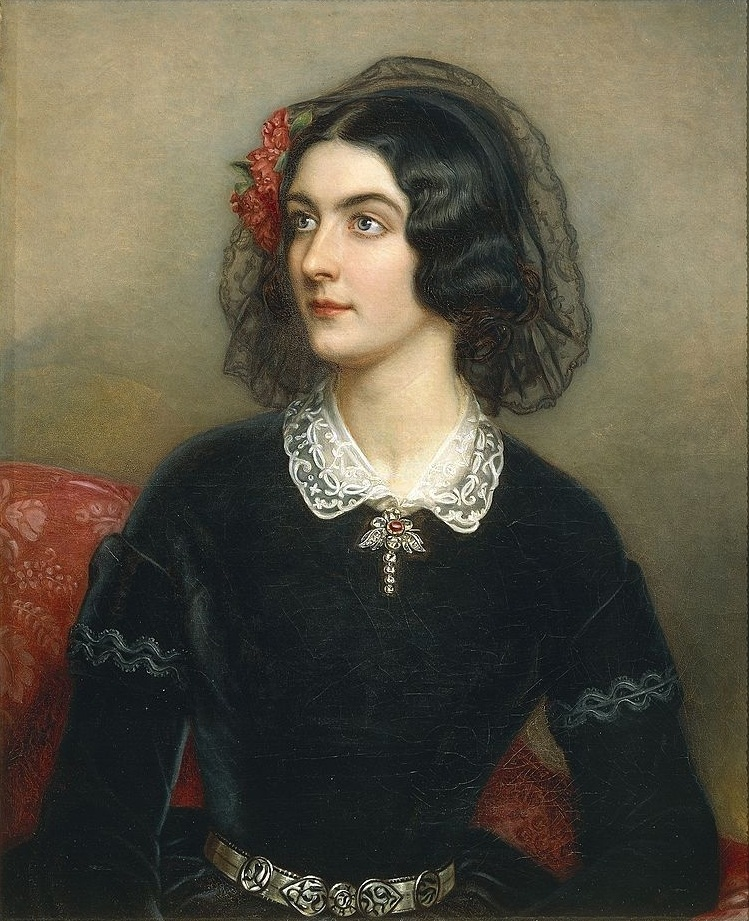
Lola Montez, amante de Ludwig I. e, no final, o motivo de sua renúncia, foi o segundo ao último motivo para a Stielers de beleza galeria.

Nos quinze anos seguintes, até 1850, Stieler fez os 19 retratos perdidos e completou seu trabalho com os retratos de Lola Montez e Maria Dietsch. Neste último as correções cosméticas fizeram-se porque Dietsch na opinião de Stielers foi "sem excelente beleza".
Mesmo em seu penúltimo trabalho para a galeria, o retrato de Lola Montez, o artista teve dificuldades: ele temia a reação do público, que não tinha muito mais para Montez. Louis I teve várias vezes em 1846 para pedir-lhe para pintá-los. Ele finalmente a pintou com a fantasia de uma dançarina espanhola, com uma parte superior do corpo relativamente livre e uma máscara na mão. Luís ficou embaraçado com o motivo e o pintou novamente em veludo preto. Também o resultado deste trabalho Stielers, cuja motivação foi bastante baixa, o rei não estava entusiasmado: "Seu pincel está ficando velho", criticou Luís. Stieler respondeu ao rei: "Bom o suficiente para um velho pincel". Isso também era verdade para Mariana, Marquesa de Florença, em quem Luís I procurava repetidamente conselhos, mesmo em negócios estatais. Quando lhe foi dito que ao lado de seu retrato era agora a imagem desta Lola Montez, em uma de suas 3000 cartas para ele (ele lhe escreveu cerca de 1500) ela categoricamente exigiu que ela pendurasse sua foto e ameaçasse retirar seu favor.
Em 1861, Luís encarregou Friedrich Dürck (1809-1884), sobrinho e pupilo de Stieler, de criar mais dois retratos para a coleção. Foi assim que foram criadas as duas únicas imagens da coleção que não vieram diretamente de Stieler: Anna von Greiner e Carlotta Freiin von Breidbach-Bürresheim.
Como o salão do festival foi destruído no decorrer da Segunda Guerra Mundial, a coleção mudou-se para a pequena sala de jantar do Palácio Nymphenburg. Foi originalmente planejado para deixá-la tomar seu lugar na residência em breve novamente.

## As Pinturas
Entre os retratos, encontram-se membros de vários povos, como grega, um britânica, um escocesa e uma judia, bem como várias relações de parentesco: havia a esposa e a filha de Luís de Oettingen-Wallerstein, pintado; e no caso de Alexandra da Baviera é uma filha de Louis. 
| Nome                                         | Vida        | Cônjuge | Dimensões               | Ano  | Imagem |
| -------------------------------------------- | ----------- | --- | ----------------------- | ---- | ------ |
| Auguste Strobl                               | (1807–1871) | Anton Hilber, Förster (⚭ 1831) | 72,5 × 59,2 cm          | 1827 |        |
| Maximiliane Borzaga                          | (1806–1837) | Joseph Krämer, Arzt in Kreuth (⚭ 1830) | 72 × 58 cm              | 1827 |        |
| Isabella Gräfin von Tauffkirchen-Engelberg   | (1808–1855) | Graf Hektor von Kwilecky (⚭ 1830) | 72 × 59,8 cm            | 1828 |        |
| Amalie von Lerchenfeld                       | (1808–1888) | Freiherr Alexander von Krüdener (⚭ 1825–1852) Graf Nikolai Wladimirowitsch Adlerberg (⚭ 1855)                                                                              | 72,2 × 59 cm            | 1828 |        |
| Antonietta Cornelia Vetterlein               | (1811–1862) | Reichsfreiherr Franz Ludwig Friedrich von Künsberg auf Hain-Schmeilsdorf (⚭ 1843)                                                                                          | 72,5 × 59,2 cm          | 1828 |        |
| Charlotte von Hagn                           | (1809–1891) | Alexander von Oven, Gutsbesitzer (⚭ 1848–1851) | 73,2 × 59,5 cm          | 1828 |        |
| Nanette Kaula                                | (1812–1877) | Salomon Joseph Heine (1803–1863), Bankier (⚭ 1838) | 72,2 × 59 cm            | 1829 |        |
| Anna Hillmayer                               | (1812–1847) | blieb unverheiratet | 71,7 × 58,4 cm          | 1829 |        |
| Regina Daxenberger                           | (1811–1872) | Heinrich Fahrenbacher (⚭ 1832) | 70 × 58,9 cm            | 1829 |        |
| Jane Elizabeth Digby                         | (1807–1881) | Eward Law, 2. Baron und 1. Earl of Ellenborough (⚭ 1824–1830) Freiherr Karl von Veningen-Ulner (⚭ 1834) Graf Spyridon Theotoky (⚭ 1841) Scheich Medjuel el Mezrab (⚭ 1854) | 72 × 58 cm              | 1831 |        |
| Marianna Gräfin Bacinetti                    | (1802–1870) | Ettore Marchese Florenzi (⚭ 1819) Evelyn Waddington (⚭ 1836) | 71,6 × 58,4 cm          | 1831 |        |
| Amalie von Schintling                        | (1812–1831) | Fritz von Schintling (verlobt, vor der Hochzeit an Tuberkulose gestorben)                                                                                                  | 72 × 58,5 cm            | 1831 |        |
| Helene Sedlmayr                              | (1813–1898) | Kammerdiener Hermes Miller (⚭ 1832) | 71,4 × 58,2 cm          | 1831 |        |
| Crescentia Bourgin                           | (1806–1853) | Fürst Ludwig Kraft zu Oettingen-Wallerstein (⚭ 1823) | 72 × 58 cm              | 1833 |        |
| Irene Markgräfin Pallavicini                 | (1811–1877) | Graf Aloys von Arco-Stepperg (⚭ 1830) (Sohn von Maria Leopoldine von Österreich-Este)                                                                                      | 72 × 58,2 cm            | 1834 |        |
| Caroline Freiin von Spiering                 | (1815–1859) | Theodor Graf von Holnstein aus Bayern (1797–1857, ⚭ 1831) Wilhelm Freiherr von Künsberg von Fronberg (1801–1874, ⚭ 1857)                                                   | 71,5 × 58 cm            | 1834 |        |
| Jane Erskine                                 | (1818–1846) | James Henry Callander, Esquire of Craigforth (⚭ 1837) | 72 × 57,9 cm            | 1837 |        |
| Theresa Renard                               | (1815–?)    | Mr. Spence | 72 × 57,8 cm            | 1837 |        |
| Mathilde Freiin von Jordan                   | (1817–1886) | Freiherr Friedrich Ferdinand von Beust (⚭ 1843) | 72 × 59 cm              | 1837 |        |
| Wilhelmine Sulzer                            | (1819–?)    | Karl Schneider, Registrator (⚭ 1838) | 72 × 59 cm              | 1838 |        |
| Luise Freiin von Neubeck                     | (1816–1872) | Stiftsdame des Heilig-Geist-Spitals (1870–1872) | * seit 1936 verschollen | 1839 | [ 10 ] |
| Antonia Wallinger                            | (1823–1893) | Regierungsrat Friedrich von Ott (⚭ 1860) | 72,3 × 58,8 cm          | 1840 |        |
| Rosalie Julie von Wüllerstorf-Urbair         | (1814–?)    | Freiherr Ernst von Bonar, britischer Gesandter in Wien (⚭ 1834) | 72 × 58,2 cm            | 1840 |        |
| Sophie Prinzessin von Bayern                 | (1805–1872) | Erzherzog Franz Karl von Österreich (⚭ 1824) | 72 × 59 cm              | 1841 |        |
| Katharina Botzaris                           | (1820–1872) | Prinz Georg Karadja (⚭ 1845) | 72,4 × 59 cm            | 1841 |        |
| Caroline Lizius                              | (1825–1908) | Karl Albert von Stobäus, Legationsrat (⚭ 1849) | 71 × 59,4 cm            | 1842 |        |
| Elise List                                   | (1822–1893) | Gustav Pacher von Theinburg (⚭ 1845) | 70,3 × 59,2 cm          | 1842 |        |
| Marie Prinzessin von Preußen                 | (1825–1889) | Kronprinz Maximilian (II.) von Bayern (⚭ 1842) | 71,7 × 58 cm            | 1843 |        |
| Friederike Freiin von Gumppenberg            | (1823–1916) | Ludwig Freiherr von Gumppenberg, ihr Vetter (⚭ 1857) | 70 × 59,4 cm            | 1843 |        |
| Caroline Prinzessin zu Oettingen-Wallerstein | (1824–1889) | Hugo Graf Waldbott von Bassenheim (⚭ 1843) | 71 × 59,5 cm            | 1843 |        |
| Emily Lady Mansfield                         | (1822–1910) | Sir John Milbanke, britischer Gesandter in München (⚭ 1843) | 71 × 59 cm              | 1844 |        |
| Josepha Reh                                  | (1825–1881) | Anton Conti (⚭ 1840, 1845 von ihm verlassen) Anton Schirsner, Bezirksgerichtsrat in der Au (⚭ 1856)                                                                        | 71,5 × 58,5 cm          | 1844 |        |
| Alexandra Prinzessin von Bayern              | (1826–1875) | Äbtissin der Königlichen Damenstifte St. Anna in München und Würzburg | 70,5 × 59,2 cm          | 1845 |        |
| Auguste Erzherzogin von Österreich           | (1825–1864) | Prinz Luitpold von Bayern (⚭ 1844) | 70,2 × 59 cm            | 1845 | [ 13 ] |
| Lola Montez                                  | (1821–1861) | Thomas James, Offizier drei weitere | 72 × 58,6 cm            | 1847 |        |
| Maria Dietsch                                | (1835–1869) | Georg Sprecher, Chefredakteur der Augsburger Abendzeitung (⚭ 1865) | 73 × 59 cm              | 1850 |        |
| Anna Bartelmann                              | (1836–?)    | Emil von Greiner (von 1861 bis 1865) |                         | 1861 |        |
| Carlotta Freiin von Breidbach-Bürresheim     | (1838–1920) | Graf Philipp Boos zu Waldeck (⚭ 1863) |                         | 1861 |        |

## Recepção
Heinrich Heine escreveu na década de 1840, em seus hinos para o rei Ludwig sobre Ludwig I e sua galeria da beleza as seguintes linhas:
„Er liebt die Kunst,

und die schönsten Fraun,

Die läßt er porträtieren;

Er geht in diesem gemalten Serail

Als Kunsteunuch spazieren.“
Gottlieb Moritz Saphir, publicou em fevereiro de 1828, o poema As duas rosas, com o retrato de Amalie.